# James H. Johnson (General)

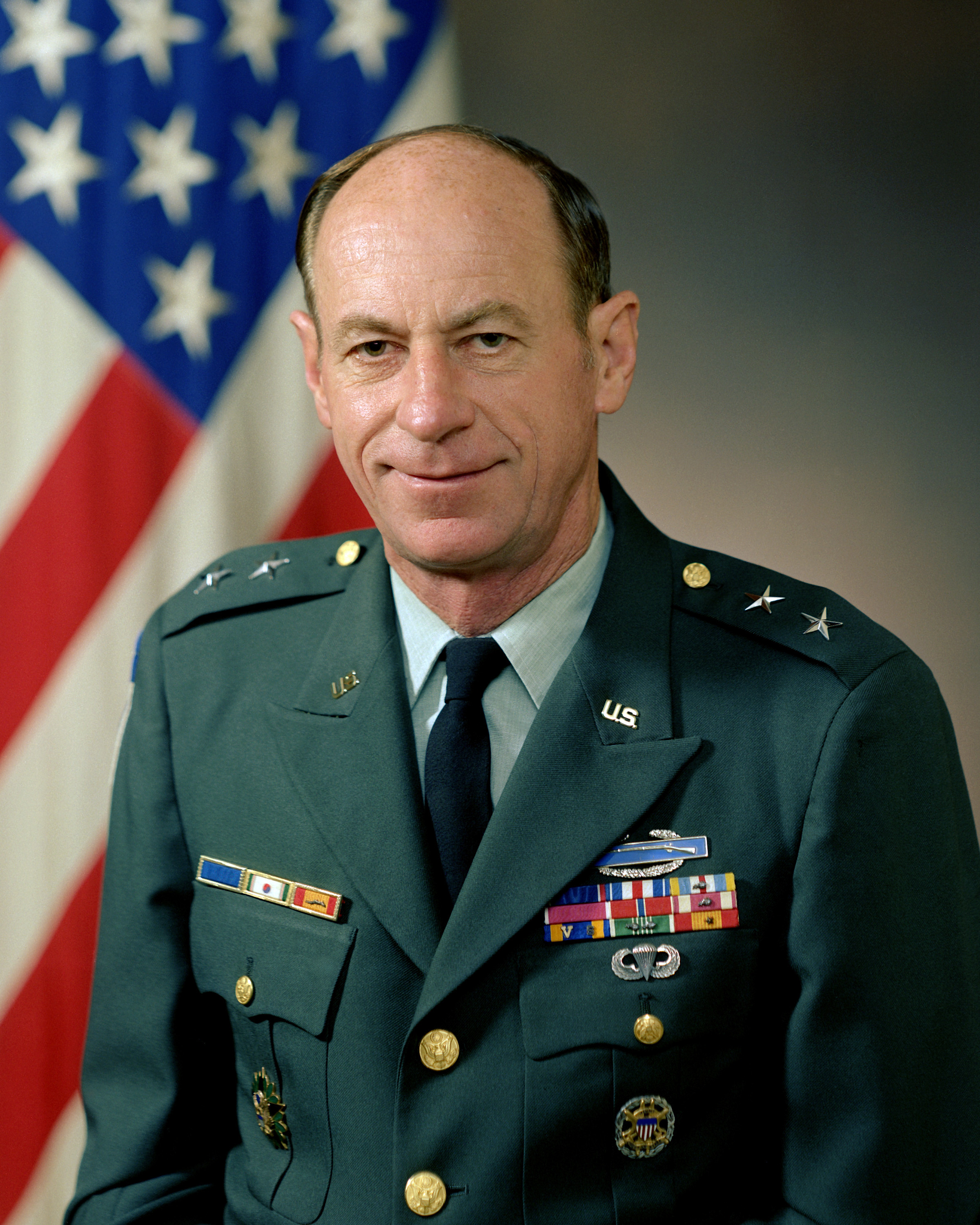
James H. Johnson (1983)

James Harry Johnson (* 24. Mai 1929 in Washington, D.C.; † 27. Juni 2008 in Murrells Inlet, Georgetown County, South Carolina) war ein Generalmajor der United States Army. Er war unter anderem Kommandeur der 2. Infanteriedivision.

## Leben
James Johnson war ein Sohn von James Jacob Johnson und dessen Frau Elizabeth Tallon Herrmann. Über das ROTC-Programm der University of Maryland gelangte er im Jahr 1950 als Leutnant in das Offizierskorps des US-Heeres. In der Armee durchlief er anschließend alle Offiziersränge vom Leutnant bis zum Zwei-Sterne General.
Im Lauf seiner militärischen Karriere absolvierte Johnson verschiedene Kurse und Schulungen. Dazu gehörten unter anderem der Basic Officer Course, der Advanced Officer Course, die Infantry School, das Command and General Staff College und das United States Army War College.
Gleich zu Beginn seiner Laufbahn wurde er im Koreakrieg eingesetzt. Anschließend absolvierte er den für Offiziere in den entsprechenden Rangstufen üblichen Dienst in unterschiedlichen Einheiten und Standorten. Dazu gehörten auch Aufgaben als Stabsoffizier in verschiedenen Hauptquartieren. In den Jahren 1967 und 1968 war er als Bataillonskommandeur in der 173. Luftlandebrigade im Vietnamkrieg eingesetzt. Dabei erhielt er für seine Leistungen mehrere Orden verliehen.
In den 1970er Jahren setze Johnson seine militärische Laufbahn fort. Er diente in verschiedenen Generalstäben unter anderem im Pentagon bei den Joint Chiefs of Staff und beim Chief of Staff of the Army. Zwischenzeitlich kommandierte er eine Brigade er 82. Luftlandedivision.
Im Juni 1981 übernahm James Johnson als Nachfolger von Robert C. Kingston das Kommando über die in Südkorea stationierte 2. Infanteriedivision. Dieses Kommando bekleidete er mit einer Unterbrechung im November/Dezember 1982 bis zum Juli 1983. Der Grund für diese Unterbrechung ist nicht überliefert. Danach wurde er zum Stab des Heeresministeriums versetzt, wo er in der Stabsabteilung für Operationen (G3) tätig war. Mitte der 1980er Jahre ging er in den Ruhestand. 
Der verwitwete Johnson verbrachte seinen Lebensabend in South Carolina, wo er an der dortigen Universität studierte. Danach war er als Berater des Horry Georgetown Technical Colleges tätig. Er starb am 27. Juni 2008 im Georgetown County in South Carolina und wurde auf dem amerikanischen Nationalfriedhof Arlington beigesetzt.

## Orden und Auszeichnungen
James Johnson erhielt im Lauf seiner militärischen Laufbahn unter anderem folgende Auszeichnungen:
- Distinguished Service Cross
- Army Distinguished Service Medal
- Silver Star
- Defense Superior Service Medal
- Legion of Merit
- Bronze Star Medal
- Meritorious Service Medal
- Air Medal
- Army Commendation Medal